# Systata obliqua
Systata obliqua är en tvåvingeart som beskrevs av Friedrich Hermann Loew 1868. Systata obliqua ingår i släktet Systata och familjen fläckflugor.
Artens utbredningsområde är Grekland. Inga underarter finns listade i Catalogue of Life.